# Electronic Communications Network
Per ECN (acronimo di Electronic Communications Network) si intende una rete elettronica che riunisce i principali intermediari finanziari e operatori, consentendo loro di trattare senza ulteriori intermediari.

## Caratteristiche
Le reti ECN sono caratterizzare da numerosi vantaggi, che investono più ambiti:
- trasparenza: gli ordini inevasi sono disponibili per la revisione da parte dei trader di un ECN in modo aggiornato e completo;
- riduzione dei costi: costi di transazione inferiori derivanti dall'assenza di intermediari;
- rapidità di esecuzione: transazione concordate e confermate in tempi brevi grazie all'automatizzazione dei sistemi, cosa che consente di operare approfittando di piccole variazioni di prezzo;
- negoziazioni after-hours: negoziazione dei titoli possibile anche dopo la chiusura delle borse, assicurando ai piccoli investitori una maggiore informazione.

Gli svantaggi principali sono dati dal grosso volume di scambi che richiede una rete ECN per funzionare bene, in quanto in assenza di dealer che funga da mediatore le azioni con bassi volumi di scambio risultano poco liquide.
La più importante rete ECN è Instinet (destinata principalmente agli operatori istituzionali), che possiede Island (rete riservata ai singoli trader): entrambe tuttavia sono attive nel contesto americano. Nella regolamentazione italiana le reti ECN sono definite come Sistemi di Scambio Organizzati (SSO).